# Nadir Rustamli
Nadir Rashid oghlu Rustamli (azeriska: Nadir Rəşid oğlu Rüstəmli), född 8 juli 1999 i Salyan i sydöstra Azerbajdzjan, är en azerisk sångare. Han representerade Azerbajdzjan i Eurovision Song Contest 2022 i Turin med bidraget Fade to black vilket resulterade i en 16:e plats i finalen, efter att ha vidarekvalificerats som det tionde av de tio bidrag som gick vidare från semifinalen i fråga. Han har även vunnit den andra säsongen av azeriska The Voice samt representerat sitt land i Youthvision International Song Contest år 2019 där han slutade på en andraplats.